# Вишемборк
Вишемборк (пол. Wyszembork, нім. Weißenburg in Ostpreußen) — село в Польщі, у гміні Мронгово Мронґовського повіту Вармінсько-Мазурського воєводства.
Населення — 352 особи (2011).
У 1975-1998 роках село належало до Ольштинського воєводства.

## Демографія
Демографічна структура станом на 31 березня 2011 року:
|          | Загалом | Допрацездатний вік | Працездатний вік | Постпрацездатний вік |
| -------- | ------- | ------------------ | ---------------- | -------------------- |
| Чоловіки | 178     | 39                 | 124              | 15                   |
| Жінки    | 174     | 25                 | 107              | 42                   |
| Разом    | 352     | 64                 | 231              | 57                   |